# Oh! Battagliero/Guerra e pace
Oh! Battagliero è il secondo singolo dei CCCP - Fedeli alla linea pubblicato nel 1987 dall'etichetta discografica Virgin Records.

## Il disco
I due brani presenti nel singolo vennero in seguito inseriti come tracce extra nella ristampa in CD edita da Virgin Records dell'album Socialismo e barbarie.

## Tracce
1. Oh! Battagliero
2. Guerra e pace

## Formazione
- Giovanni Lindo Ferretti – voce
- Massimo Zamboni – chitarra
- Ignazio Orlando – basso, tastiere, batteria elettronica
- Carlo Chiapparini – chitarra
- Annarella Giudici – voce in Guerra e pace
- Danilo Fatur – cori